# John Morton (amerykański polityk)
John Morton (ur. 1724, zm. 1 kwietnia 1777) – amerykański polityk, delegat Kongresu Kontynentalnego ze stanu Pensylwania, sygnatariusz Deklaracji Niepodległości Stanów Zjednoczonych.

## Życiorys
John Morton, rolnik, geodeta, prawnik; urodził się w pobliżu  Morris Ferry (obecnie Darby Creek Bridge), w gminie Ridley Township (Hrabstwo Delaware), w stanie Pensylwania; uczęszczał do szkoły powszechnej i otrzymał szkolenie z zakresu geodezji; przez wiele lat był sędzią pokoju; członek Kongresu Kontynentalnego w latach 1774-1776; zmarł w Ridley Park (Hrabstwo Delaware), w stanie Pensylwania.